# Битва при Пахии
Битва при Пахии — в 89 году до нашей эры, в эпоху начала Первой Митридатовой войны, произошло битва в котором участвовали  Римской республика и Понтийской царство. В результате которой римляне проиграли, и были вынуждены покинуть свои позиции в Малой Азии.
Войска римлян и их союзников готовились ко вторжению в Понт и разделили свои силы на три части, которыми командовали римские полководцы. Кассий стоял на границе Вифинии и Галатии, Маний — на пути из Понта в Вифинию, а Оппий — у границ Каппадокии. По словам Аппиана, каждый из них имел 40 000 пехоты и 4 000 всадников. Вифинская армия составляла 50 000 пехотинцев и 6 000 всадников.
Никомед вторгся на территорию Понта, но потерпел поражение, потеряв большую часть армии. Никомед бежал в лагерь Мания, а потом ушёл к Кассию. Согласно Аппиану, римские военачальники были испуганы, и потому Маний хотел незаметно уйти. Однако около Пахия его настигли понтийцы под командованием Неоптолема и Немана. Неоптолем, вероятно, командовал легковооружёнными воинами, а Неман из Армении командовал конницей. Скорее всего, у понтийцев не было численного превосходства. Понтийцы убили 10 000 римских наёмников и пленили 300, которых царь приказал отпустить. Укреплённый лагерь Мания был захвачен, а сам он бежал в Пергам. На этом кампания 89 года до н. э. завершилась.